# Oliviero Toscani
Oliviero Toscani (født 28. februar 1942, død 13. januar 2025) var en italiensk fotograf, der er mest kendt for de kontroversielle billedserier, der fra 1982 til 2000 var en del af Benettons markedsføring. Billederne vakte stor opstandelse og var med til at sætte nye standarder for markedsføring.
Toscani blev uddannet i fotografi og grafik i 1965 fra Kunstgewerbeschule Zürich.[kilde mangler]
I 2005 vakte Toscani nok en gang opsigt med en fotoserie til en kampagne for tøjmærket Ra-Re. Billederne, der forstillede intenst kyssende mænd, vakte stor opstandelse og blev bl.a. kaldt vulgære af en fundamentalistisk katolsk forældreorganisation. Kampagnen blev lanceret under en verserende debat i Italien om homoseksuelles rettigheder.[kilde mangler]
Han forsøgte at gå ind i politik ved at stille op for det socialdemokratiske Rosa nel Pugno ved valget i 2006, men blev ikke valgt.[kilde mangler]